# Richard Tandy
Richard Tandy (* 26. März 1948 in Birmingham; † 1. Mai 2024) war ein britischer Keyboarder, der hauptsächlich als Mitglied des Electric Light Orchestra bekannt war.

## Leben und Karriere
Tandy besuchte die Moseley School, wo er erstmals seinem späteren Bandkollegen Bev Bevan begegnete. Im Jahr 1970 spielte er als Studiomusiker Cembalo und Keyboards bei Aufnahmen der Band The Move, bei der Bevan Schlagzeuger war.
Nachdem Roy Wood, Jeff Lynne und Bevan das Electric Light Orchestra gegründet hatten, wurde Tandy zunächst als Tourmusiker für die nach der ersten Albenveröffentlichung folgenden Liveauftritte engagiert. Nach dem Ausscheiden von Wood aus der Band besetzte Lynne sie für das zweite Album komplett neu. Tandy, der zunächst Bass gespielt hatte, wechselte nun zu den Keyboards. Bis zur Auflösung 1986 blieb er das einzige feste Mitglied neben Lynne und Bevan, wobei die Namensrechte jedoch jeweils zur Hälfte bei diesen beiden lagen und alle anderen Bandmitglieder praktisch nur Angestellte waren. Neben den Keyboards spielte er auf mehreren Alben auch Gitarren ein und war am Arrangement des Orchesters beteiligt.
Tandy wirkte auch an anderen Produktionen Jeff Lynnes außerhalb der Band mit, darunter Aufnahmen mit Dave Edmunds, The Everly Brothers, George Harrison und Tom Petty sowie an Lynnes Soloalbum Armchair Theatre. Daneben war er als Studiomusiker für Earth, Wind & Fire und Black Sabbath tätig.
1986 gründete Tandy zusammen mit Dave Morgan die Tandy Morgan Band. Morgan war bereits für The Move als Komponist und zeitweilig als Live- und Studiomusiker für ELO tätig gewesen.
2014 hatte Tandy ein Comeback zusammen mit Jeff Lynne auf der Bühne beim Konzert Jeff Lynne’s ELO – Live in Hyde Park. Dieses Konzert war ein großer Erfolg, die verfügbaren 50.000 Karten waren innerhalb weniger Minuten ausverkauft.
Im Jahr 2019 spielte er das Pianosolo bei dem Titel One More Time auf dem Album From Out Of Nowhere von Jeff Lynne’s ELO.
Richard Tandy starb am 1. Mai 2024 im Alter von 76 Jahren. Sein Tod wurde von Jeff Lynne auf dessen Instagram-Profil bekanntgegeben.